# Twierdzenie Poissona
Twierdzenie Poissona dostarcza dobrego przybliżenia uzyskania konkretnej liczby sukcesów w schemacie Bernoulliego w przypadku, gdy prawdopodobieństwo sukcesu jest małe oraz iloczyn prawdopodobieństwa sukcesu i liczby prób dąży do pewnej stałej.

## Twierdzenie
Niech {\displaystyle B_{n}} będzie ciągiem zmiennych losowych o rozkładach dwumianowych {\displaystyle B(n,p_{n}).} Wówczas jeżeli
{\displaystyle \lim \limits _{n\to \infty }np_{n}=\lambda ,}
to
{\displaystyle \lim \limits _{n\to \infty }{\mathsf {P}}(B_{n}=k)=e^{-\lambda }{\frac {\lambda ^{k}}{k!}},}
lub równoważnie
{\displaystyle B_{n}{\stackrel {D}{\longrightarrow }}X,X\sim \mathrm {Poiss} (\lambda )}

## Dowód
Z definicji rozkładu dwumianowego dostajemy, że
{\displaystyle {\mathsf {P}}(B_{n}=k)={\binom {n}{k}}p_{n}^{k}(1-p_{n})^{n-k}.}
Niech {\displaystyle \lambda _{n}=np_{n}.} Wówczas {\displaystyle \lambda _{n}\longrightarrow \lambda .} Mamy zatem
{\displaystyle {\begin{aligned}\lim _{n\to \infty }{\mathsf {P}}(B_{n}=k)&=\lim _{n\to \infty }{\frac {n!}{k!\,(n-k)!}}\left({\frac {\lambda }{n}}\right)^{k}\left(1-{\frac {\lambda }{n}}\right)^{n-k}\\&=\lim _{n\to \infty }\left({\frac {\lambda ^{k}}{k!}}\right)\left({\frac {n(n-1)(n-2)\cdots (n-k+1)}{n^{k}}}\right)\left(1-{\frac {\lambda }{n}}\right)^{n}\left(1-{\frac {\lambda }{n}}\right)^{-k}\\&={\frac {\lambda ^{k}}{k!}}\cdot \lim _{n\to \infty }\underbrace {\left({\frac {n}{n}}\cdot {\frac {n-1}{n}}\cdot {\frac {n-2}{n}}\cdots {\frac {n-k+1}{n}}\right)} _{\to 1}\underbrace {\left(1-{\frac {\lambda }{n}}\right)^{n}} _{\to e^{-\lambda }}\underbrace {\left(1-{\frac {\lambda }{n}}\right)^{-k}} _{\to 1}\\&={\frac {\lambda ^{k}\mathrm {e} ^{-\lambda }}{k!}}\end{aligned}}}.

### Uwaga
Można przeprowadzić dowód w inny sposób, używając funkcji charakterystycznej.
Wystarczy wykazać, że funkcja charakterystyczna zmiennej {\displaystyle B_{n}} dąży do funkcji charakterystycznej rozkładu Poissona o stałej {\displaystyle \lambda {:}}
jeśli {\displaystyle X\sim \mathrm {Poiss} (\lambda ),} to {\displaystyle {\mathsf {P}}(X=k)=e^{-\lambda }{\frac {\lambda ^{k}}{k!}}.}

## Komentarz
Twierdzenie Poissona podobnie jak centralne twierdzenie graniczne służy do opisywania sum niezależnych zmiennych losowych. Różnica między tymi twierdzeniami polega na tym, że centralne twierdzenie graniczne mówi nam o sytuacjach, w których prawdopodobieństwo zajścia pojedynczego zdarzenia jest umiarkowane, a twierdzenie Poissona opisuje sytuacje, w których prawdopodobieństwo zajścia pojedynczego zdarzenia jest małe. Dobrym przykładem sytuacji, w której warto stosować twierdzenie Poissona do oszacowań, jest prawdopodobieństwo wygrania dużej kwoty na loterii.